# Johnny Bazookatone
Johnny Bazookatone — платформер, разработанный студией Arc Developments и изданный U.S. Gold Ltd. для PlayStation, Sega Saturn, 3DO и DOS компьютеров в 1996 году.

## Описание
События игры происходят в 2050 году. Johnny Bazookatone — звезда рок-н-ролла, его музыка охватила всю планету в эпоху мира и гармонии.
Mr. L Diablo — герой-антагонист. По сюжету он крадет гитару Джонни, «Аниту». Diablo также посылает своих демонов, чтобы похитить легенду музыки. После похищения, Diablo отправляет всех пленников в тюрьму под названием «Син Син».
После кражи «Аниты», Джонни нацелился на покорение «Загробного Мира»

## Отзывы
- Electronic Gaming Monthly — 7.6/10[3]